# Simpang (Pasirkuda)
Simpang is een bestuurslaag in het regentschap Cianjur van de provincie West-Java, Indonesië. Simpang telt 3756 inwoners (volkstelling 2010).